# Morpho albosignata
Morpho albosignata är en fjärilsart som beskrevs av Krüger 1933. Morpho albosignata ingår i släktet Morpho och familjen praktfjärilar. Inga underarter finns listade i Catalogue of Life.